# Hainerbach (Mangfall)
Der Hainerbach ist ein kleiner Bachlauf in Oberbayern und Zufluss der Mangfall.
Er entspringt im Wesentlichen aus drei kleinen Quellflüsschen an der Nordflanke des Irschenberges, die sich im Mangfalltal zusammenschließen, um in Höhe der Vagener Au in die Mangfall zu fließen. Der Hainerbach wird dabei auch zur Entwässerung der Wiesen unterhalb des Irschenbergs genützt. Im Rahmen des Hochwasserschutzes soll der Hainerbach auch als Rückstaumöglichkeit im Falle eines Mangfallhochwassers genützt werden. Der Hainerbach ist deshalb im Bereich der bebauten Gebiete mit Dämmen gesichert.